# Abdallah Beyhum
Abdallah Beyhum, arab. ‏عبد الله بيهم‎ – libański polityk, dwukrotny premier Libanu (1934–1936, 1939–1941).